# 蒙自专区
蒙自专区，云南省已撤消的专区。
1950年置。在今云南省南部。辖蒙自、箇舊、开远、建水、曲溪、石屏、金平、屏边、元江、龙武、新民、红河等县及河口市。专员公署驻蒙自县。1951年撤销箇舊县，改设地级个旧市；红河县改设红河县爱尼族自治区。1953年元江、金平二县和红河县爱尼族自治区划归红河哈尼族自治区（地级）。1954年弥勒县彝族自治区划入；元江县划归玉溪专区。1957年撤销，辖县与红河哈尼族自治区（地级）合并，改设红河哈尼族彝族自治州。 